# Bataille d'Elhri
Guerre des Zayans
Campagne de la Chaouïa
La bataille d'Elhri (en amazighe : ⴰⵎⵜⵡⵉ ⵏ ⵍⵀⵔⵉ - Ametwi en Lehri), appelée en France affaire de Khénifra ou combat d'El-Herri, est une bataille qui a opposé l'armée française contre les tribus des Zayanes et des Chaouïa près du village d'Elhri (ou Lehri) à environ 15 km au sud de Khénifra au cours de la  « pacification du Maroc ». La bataille d’El Hri est menée par Moha Ouhammou Zayani en compagnie des habitants de Zayane et des autres tribus avoisinantes.
La bataille s'est soldée par une victoire des Zayanes et des Chaouïa face au colonel Laverdure le 13 novembre 1914. La bataille d’Elhri est, selon les autorités  militaires françaises, un des plus grands revers connus par l'armée française au cours des campagnes en Afrique du Nord.

## Occupation du Moyen Atlas
Le général Lyautey déclare, le 12 mai 1914, que la tribu des Zayanes constitue un grand danger pour les positions françaises alors un des principaux soutiens aux tribus Chaouïa lors de la campagne de la Chaouïa qui se soldera par cette bataille, l’objectif étant de resserrer l’étau autour de cette ville oui constituait un avant-poste pour la résistance. Cette bataille fera la passerelle sur la guerre des Zayane. Il est de son devoir d'éliminer les Zayanes installés sur la rive droite de l'oued Oum Errabiaa. Après cette déclaration, un plan d'action pour occuper la tribu des Zayanes est préparé sous la responsabilité du général Henrys. C'est ainsi que le 12 juin 1914, trois colonnes partent simultanément de trois points différents, la première de Kasba-Tadla au sud-ouest de Khénifra, commandée par le colonel Garnier Duplessis, la seconde de l'ouest, commandée par le colonel Cros et la troisième d'Ifrane au nord. Elles font irruption dans la cuvette de Khénifra et s'en emparent après un combat acharné. Cette opération avait pour but de supprimer un élément permanent de trouble et de désordre au milieu des tribus soumises (Mouhande N'Hmoucha d'El Hajeb, Mouha Ou Saïd Ouirra à El Ksiba…), d'assurer la liaison directe des villes du Nord et du Sud, et de permettre d'exercer une action politique sur les confédérations indépendantes de la montagne.
À la suite de l'occupation de Khénifra par les troupes françaises, Mouha ou Hammou Zayani installe son campement à une quinzaine de kilomètres de Khénifra, aux abords du petit village d'Elhri, loin de la portée des canons. Le poste de Khénifra est commandé par le lieutenant-colonel Laverdure.

## Contexte historique

### Plan d'action dans le cadre de la pacification
L'Europe embrasée par la guerre, les autorités coloniales se trouvent devant le problème de soumettre le protectorat marocain pour compenser la supériorité allemande. La France voyait dans le Maroc un pays contributeur à la guerre, mais insoumis. Une grande partie du pays menant une lutte acharnée contre l'occupant, le gouvernement de Paris décide d'envoyer toutes les troupes stationnées au Maroc dans les ports atlantiques ; ce qui implique à la fois l'abandon des postes avancés répartis dans le territoire marocain et de garder les axes stratégiques qui mènent au Moyen et au Haut Atlas.
Cette opération entre dans le cadre de la politique militaire dite de « jonction » entre le nord et le sud du Maroc.
- Kénitra-Meknes-Fez, sous le commandement de Charles Émile Moinier (à la tête d'une armée de 23 000 hommes) et Henrys, commandant en chef des Territoires du Nord, à Meknès.
- Oujda-Taza-Fez, sous le commandement du général Baumgarten, commandant les troupes du Maroc oriental, à Boudnib
- Casablanca-Tadla, sous le commandement du colonel Charles Mangin.

Cette décision du gouvernement de Paris peut mettre en péril les troupes restantes au Maroc et fragiliser la présence française. L'inquiétude de Lyautey l'oblige à s'exprimer ainsi : « Si nous commençons à évacuer, nous sommes fichus, si nous lâchons la moindre partie du front (...) ce sera la boule de neige », avec 20 bataillons il continuera sa conquête du Maroc dans une situation quasi périlleuse. Lyautey s'engage à mener une guerre contre les redoutables tribus arabes et berbères (Beni-Snassen, Chaouïa, Doukkala, Rahmna, Abda, El Kelâa des Sraghna , Zaër, Zayanes, Ichikirne, Aït Atta, les Aït Seghrouchens (Sidi Rehou), les Ait Attas (Assou Oubasslam);, Ait Hdiddous, Aït Sadden, Aït Ndhirs (Beni M’Tir) sous le commandement de Mohand N'hamoucha, les Ait Ouirra dont le chef est Mouha Ou Saïd Ouirra (El Ksiba), Sidi M'Ha Ahansali fameux chef 
marabout de  la zaouïa  d'Ahansal (Région d'Azilal : tribu des Aït Messat) etc., sensibilisés par la propagande de Constantinople (alliance turco-germanique) qui prêche la guerre contre les roumis (chrétiens).
Cependant, l'aide aux rebelles par les services secrets allemands et espagnols ne tarde pas à faire effet par l'approvisionnement en armes.
Sous la conduite du maréchal Lyautey devenu résident général, après l'établissement du protectorat français sur le Maroc, l'armée française lutte contre les tribus berbères, dans le cadre de la pacification du Maroc. Le colonel Charles Mangin est un des principaux acteurs de cette guerre coloniale. Il mène l'offensive contre les tribus rebelles de la Chaouïa et du Moyen Atlas et cherche à s'emparer des plateaux du Tadla (campagne de la Chaouïa) et de Beni Mellal (campagne de la Chaouïa) et vise ainsi à contraindre les tribus Zayanes à se réfugier dans les montagnes afin de les empêcher d'intervenir dans la lutte contre les Chaouïa. Stratégie qui consiste à isoler le contingent des Zayanes du théâtre des opérations militaires. Avec l'avancée des troupes venant de Taza et Boudnib (Tafilalet) l'étau se resserre sur les Zayanes et la prise de Khénifra devient imminente : elle sera marquée, en juin 1920, par la soumission du Pacha Hassan Amahzoune au général Poeymirau.
L'offensive appuyée par l'artillerie du 1er régiment d’artillerie de montagne, débarquée à Casablanca le 13 septembre 1913, semble irrésistible. L'armée française déploie toute la panoplie des nouvelles armes à sa disposition : mitrailleuses, artillerie …
Les bastions de résistance de la Chaouïa tombent les uns après les autres : Mediouna, le 27 septembre ; Oued Zem le 14 novembre;  Tadla ; Beni Mellal. Elkssiba tombe aussi le 8 avril 1914, devant les forces du colonel Gueydon de Dives malgré les attaques de Mouha Ou Said et Mouha Ou Hammou Zayani.
La défaite des rebelles, avec 400 morts, le 10 juin devant Khénifra, puis la prise de la ville le 13, semble avoir seulement marqué la défaite de la résistance au Moyen Atlas. Les tribus Zayanes, bien qu'engagées n'ont pu empêcher Mangin d'atteindre ses objectifs, et la prise de Tadla et Boujaad durant la campagne de la Chaouïa, les laissent isolées au sein de leurs montagnes. « Notre offensive a vivement impressionné les tribus de la montagne » déclare le colonel Mangin et il félicite les hommes du 1er régiment d’artillerie de montagne, par ce télégramme : « no 139 - Bravo ! Toute ma satisfaction :
- Primo - pour la vigueur du coup et le brillant succès;
- Secundo - pour ne pas vous être laissé entraîner et avoir compris qu'il fallait rejeter Moha Ou Hammou dans le pays Zayane sans y pénétrer ;
- Tertio - pour avoir repris à Sebt Dechra Braksa, Khouribga (campagne de la Chaouïa) une position vous permettant aussi bien de vérifier et provoquer soumission que vous porter sur tout autre objectif qu'il y aurait à briser.

Mes félicitations aux vaillants troupiers qui ont fourni un tel effort »

### Campagne de Khénifra

#### Première phase

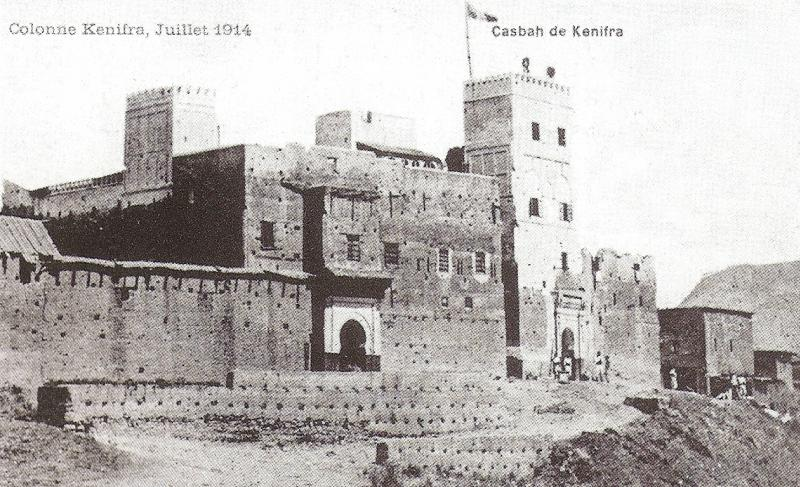
Le Q.G de Mouha Ou Hammou Zayani à Khenifra, deux mois avant l’attaque d’Elheri.

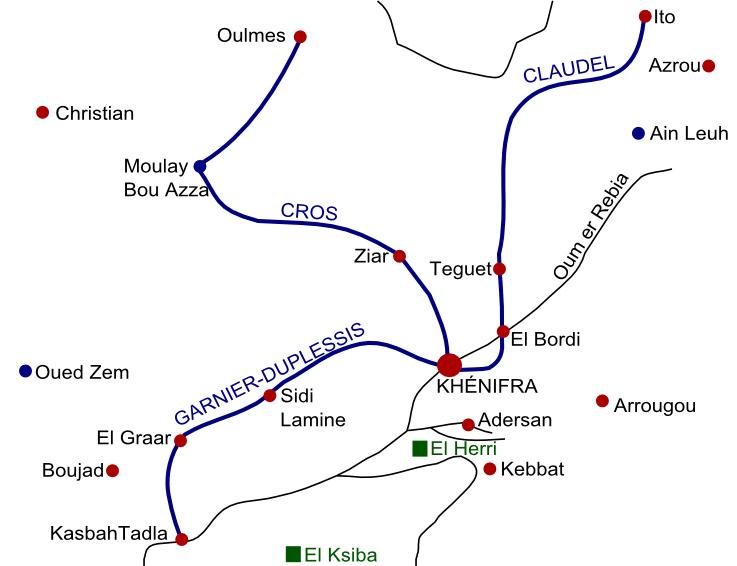
Mouvement de troupes, Khénitra, 1914.

Cette opération entre dans le cadre de politique militaire dite de "jonction" entre le nord et le sud du Maroc.
L'offensive est appuyée par les moyens du 1er régiment d'artillerie de montagne débarqué à Casablanca le 13 septembre 1913 et semble irrésistible. L'armée française déploie toute la panoplie des nouvelles armes à sa disposition : mitrailleuse, artillerie, aviation, … opérations menées par le général Charles Mangin venant de Tadla et comme poste d'appui la garnison de Sidi Lamine, l'autre venant de Meknès commandée par Henrys et comme postes d'appuis : camp du caid Itto près d'Azrou, camp de Timahdite et de Aïn Leuh.
L'occupation de Khénifra est imminente, l'assaut fut prévu le 10 juin 1914.

La prise de Khénifra (1914) est signalée par la poésie dans ces vers : 

Mouha Ou Hammou quitta Khénifra pour s'installer à Elhri.
a- han Mohamed Ouhammou bu wfala enna tezrit
b- Iffegh Khnifra our yad iqqimi exs irumin
a- Vois-tu, Mohamed Ouhammou le guerrier que tu connais
b- A quitté Khénifra, ne s’y trouvent qu’ irumin : (les Français)
Au cours de la bataille d'Elhri deux femmes de Mouha ont été enlevées, il s'agit de Mahjouba et de Tihihit, sa troisième femme fut tuée : Mimouna Nhmad. Le poète signale cet incident par ces deux vers .

a-An ammer iwghrib en Mahjouba oula Tihihit
b-Ed idammen en Mimouna N Hmad innghall i tissi
a-Pleurons le calvaire de Mahjouba et de Tihihit
b-Pleurons le sang de Mimouna N Hmad versé dans le lit

#### Deuxième phase

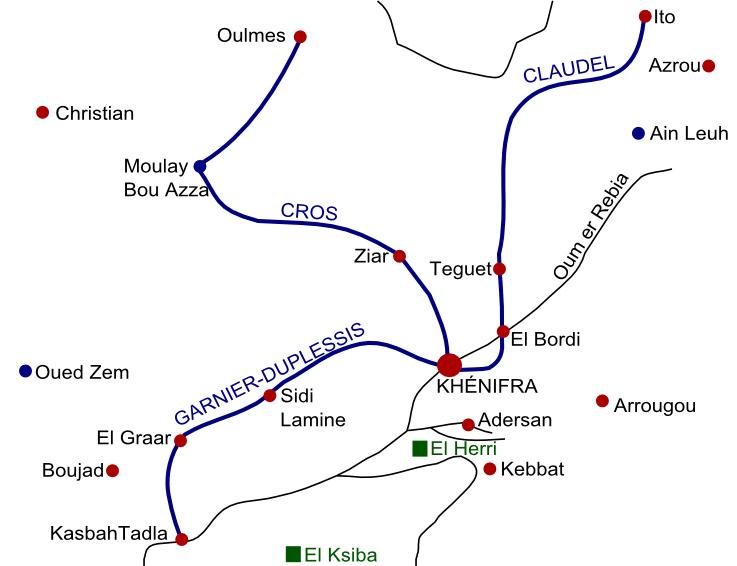
Mouvement des colonnes marchant sur Khénifra après la bataille d'Ehri le 13 novembre 1914 (lire sur la carte : Adekhssal au lieu d'Adersan, Elkbab au lieu de Kebbat, El Bordj au lieu de Bordi, Taghate au lieu de Teguet.)

Après la bataille d'Ehri et dans le cadre de venger la défaite française devant les Zayans, une opération de grande envergure fut lancée, trois colonnes de troupes avec un effectif de 14 000 hommes venues en hâte pour rétablir l'ordre, équipées d'armements modernes(radios sans fil,…), appuyées par les avions de reconnaissance.
Avec la participation de trois colonnes venues en renfort de :
- Meknès sous le commandement du lieutenant-colonel Henri Claudel.
- Rabat sous le commandement du lieutenant-colonel Gaston Cros, en passant par Oulmes-Moulay Bouazza-Azziar puis Khénifra.
- Tadla sous le commandement du colonel Noël Garnier du Plessis (en). Henrys a pris le commandement général, de diriger les forces d'un véhicule blindé dans la colonne de Claudel, en présence du Général Lyautey, venu  pour remonter le moral aux soldats rescapés du massacre.Le 10e  Bataillon de Tirailleurs Sénégalais[12] venu en urgence le 14 novembre 1914 pour récupérer les corps des morts de la bataille d'Elhri.

#### Troisième phase
La prise définitive de Khénifra, le 20 août 1920, par Henrys et ses collaborateurs est marquée par la soumission du futur Pacha Hassan Amahzoune et ses frères au général Poeymirau.

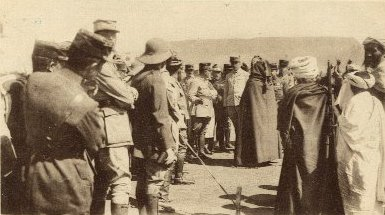
Pacha Hassan promu caïd après sa soumission au général Poemyrau.

## La bataille d'Elhri

### Préparatifs de la bataille
Le 12 septembre 1914

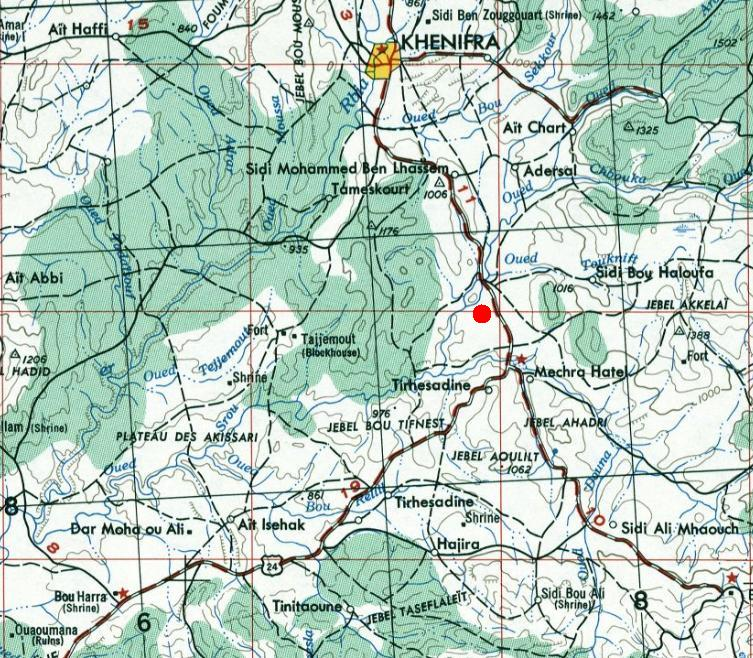
Carte de Khénifra, Elhri et alentours.

Dans une réunion présidée par le colonel Laverdure, chef du territoire Zayan avec la présence des officiers supérieurs, le commandant de la cavalerie, de l'artillerie et le chef du service des renseignements (le capitaine Ract-Barcaz était à El Ksiba en 1913 et fut blessé à Elhri), il a été décidé en grand secret avec la majeure partie de ses forces divisées en 4 groupes, d’exécuter par surprise un coup de main sur le campement des Zayanis et Chaouis situé à Elhri (10 km au sud-est de Khénifra) et de le razzier à fond. Le départ étant fixé à 2 h 30 du 13 novembre 1914.
Le 13 septembre 1914, le colonel Laverdure n'a pas tenu compte des négociations engagées avec Mouha Ou Hammou.

Khénifra fut occupée le 12 juin 1914, à la suite de combats acharnés, la présence militaire coloniale devenue restreinte en raison de l'immobilisation, les Zayans peuvent désormais respirer et attaquer à la fois la garnison bloquée, réduite à ne pas s'aventurer loin des infrastructures militaires en place et les colonnes de ravitaillement (vivres et munitions) venant de Tadla en passant par Sidi Lamine, la colonne de Garnier du Plessis (militaire connu pour sa politique de la terre brûlée affamant les populations de Boujaad à Khénifra) fut attaquée par les Zayanes le 20 août 1914 (garnison de Sidi Lamine).
Après la prise de Khénifra, la casbah de Mouha Ou Hammou devint état-major et garnison. Elle abritait l'effectif militaire suivant :
- 3 bataillons :
  - 1 bataillon d'infanterie coloniale (1er bataillon d'infanterie coloniale du Maroc (1er BICM)),
  - 1 bataillon de tirailleurs sénégalais (5e bataillon de tirailleurs sénégalais (5e BTS)),
  - 1 bataillon de tirailleurs algériens (3e bataillon du 5e régiment de tirailleurs algériens (5e RTA)) ;
- 1 escadron de spahis (4e régiment de spahis tunisiens (4e RST));
- 1 batterie de 75 ;
- 1 batterie de 65 ;
- 1 section de munitions ;
- 1 ambulance et divers services ;
- 1 Goum ;
- 1 Makhzen.

Khénifra est soumise quotidiennement aux attaques des tribus Zayanes avec pertes en hommes des deux côtés. Le ravitaillement va en outre se faire plus rare. La garnison va dès lors être strictement rationnée.
Le colonel Laverdure commandait le territoire Zayan et exerçait en même temps la fonction de commandement de la garnison de Khénifra.

### Déroulement de la bataille
La bataille d'Elhri commence par une attaque imprudente du colonel Laverdure, commandant du territoire de Khénifra, contre le campement de Mouha Ou Hammou Zayani (installé à Elhri à quelques km de Khénifra après l'occupation de la ville en juin 1914). À la tête d'une colonne de 43 officiers et 1 230 hommes, venue de Khénifra, il attaque le campement rebelle à l'aube vers 6 heures, malgré les ordres qui lui interdisent formellement toute sortie [...]. Cette décision semble avoir été inspirée au colonel Laverdure par un mokhazni zayan, récemment passé du côté colonial et désireux de se venger de Mouha Ou Hammou.
Surpris et désorganisés, ces derniers n'opposent qu'une faible résistance. Alors que les troupes coloniales se livrent au pillage, Mouha ou Hammou Zayani échappe de peu à la capture en se faisant passer pour un serviteur noir, grâce à sa femme berbère, Zayania Itto, qui prit l'initiative de mettre du charbon sur le visage de son mari afin de lui assurer le camouflage escompté, des femmes de Mouha Ou Hammou furent enlevées : Zahra Taarabt, Yamna Atta, Mhjouba et Tihihhit ; une tuée dans son lit Mimouna Nhmad, lui ont été rendues par Henrys quelques jours après leur enlèvement. 

Événement exprimé poétiquement dans cet extrait du "chant de guerre" traduit par l'officier interprète le capitaine Mohamed Ben Daoud.
"Je frissonne à la seule idée de chanter cette grande et malheureuse journée de vendredi.
C’est pour toi, Ô gracieuse Zahra au sourire si délicat, c’est pour Yammna Atta à la taille de guêpe".
La contre-attaque immédiate des contingents Zayanes accourus d'Adekhsal, d'Arouggou, les Aït Bouhaddous, les Ichkirns dévalent du jbel Bouguergour et du jbel Bououzzal (Montagne de fer) surprend les assaillants. Les Imazighens attaquent avec fougue les derniers débris de la colonne.
Le capitaine Pierre Kroll, resté avec trois compagnies pour défendre la garnison de Khénifra, ayant réussi à informer Lyautey de la sanglante bataille d'Elhri, le général Henrys sera déterminé à frapper fort pour venger cette défaite subie face aux Zayanes qui a touché l'orgueil de l'armée coloniale en Afrique du nord. Des colonnes de secours et le général Henrys accompagné du général Lyautey viennent le 5 octobre en toute hâte rétablir la situation tandis que, de Tadla et de Meknès, arrive respectivement le colonel Garnier du Plessis et le lieutenant-colonel Derigoin. Les morts sont alors recueillis sans la moindre réaction des Zayans.
Cependant, malgré cette victoire, les Zayanis n'ont pu repousser l'assaillant, déjà aux confins de leur territoire. À la suite de cette défaite, les Français révisent leur politique de colonisation contre les Zayans, et profitent, en plus de l'inégalité de l'armement, de l'anarchie Siba qui règne entre les tribus du fait des luttes intestines. Ils attisent les intrigues consistant à diviser les Zayanes au sein même de la famille de Mouha pour finir de soumettre celles-ci. Il est à noter que Mouha Ou Hammou a été trahi par ses fils (Bouazza, Pacha Hassan Amahzoune, Amahrok et son neveu Oul Aidi). Seul le fils de Mouha ou Hammou... Miaami ould Fassia est resté en rébellion contre l'autorité du Makhzen... C'est pour cette raison qu'en 1928 Sa Majesté le Sultan Sidi Mohammed ben Youssef (Mohammed V) a ordonné la saisie de ses biens et leur incorporation au domaine de l'État chérifien soit, en tout, cinq propriétés d'une superficie totale de 35 hectares....
 Un poème zayan l'atteste :
Que vaut Hassan et que vaut Baadi ?

Que vaut l'homme qui a tué son père ?

### Causes de la défaite
La bataille d'Elhri est, de l’aveu même des Français, le plus grand désastre connu par leur armée dans toute sa campagne en Afrique du Nord. Dans la littérature militaire coloniale, le général Théveney expliquait dans son rapport intitulé le drame d'Elhri les motifs qui ont abouti à la défaite. 
Selon le service du renseignement, plusieurs facteurs sont à l'origine de ce désastre : 
- Officiers supérieurs notamment le colonel Laverdure trop confiant, plus habitué aux théâtres asiatiques et africains, et méconnaissant la pugnacité du combattant zayani.
- Erreurs dans la conception de la manœuvre :

-a positionnement de l'artillerie (qui n'a pas permis de l'utiliser pleinement et qui a été très vite en manque de munitions sans possibilité de recompléter) 
-b gros trop aventuré dans le dispositif (ce qui a eu pour conséquence de nombreuses pertes lors du décrochage) 
- Retard dans l'exécution qui a permis le ralliement de plusieurs milliers d'hommes des tribus avoisinantes.
- Le maréchal Lyautey exprimait son mécontentement sur la défaite : "Si le colonel LAVERDURE n'avait pas trouvé la mort dans l'affaire d'Elhri, il méritait d'être traduit devant un conseil de guerre et d'être condamné au châtiment le plus sévère."

### Bilan chiffré

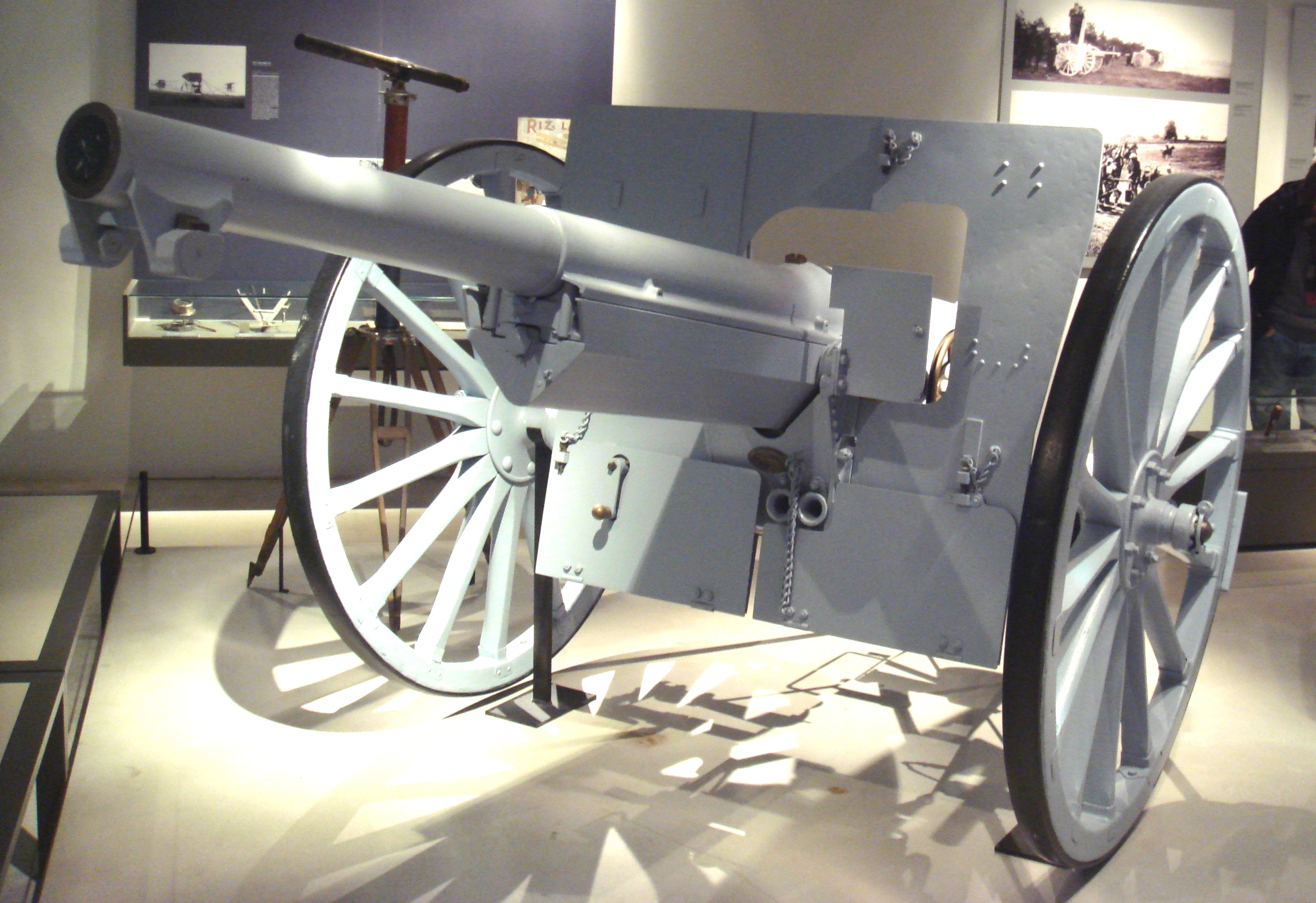
Canon de 75 modèle 1897 similaire aux quatre perdus par les Français à Elhri.

Le bilan pour les Français est lourd, d'après le communiqué de Lyautey, ils y laissent 33 officiers morts, dont le colonel Laverdure, ainsi que 613 soldats tués et 176 blessés, 8 canons, 10 mitrailleuses, une grande quantité de fusils. Lyautey et Gay Martinet (professeur d'histoire à l'école de la marine française), déclareront qu'il s'agit des pertes les plus catastrophiques, subies par les Français en Afrique du Nord.
- Nombre de militaires ayant participé à la reconnaissance d'Elhri[16] :
  - Officiers : 43,
  - Sous-officiers : 84,
  - Troupe : 1 148 ;
- Sont rentrés :
  - Officiers : 10,
  - Troupe : 664.

Le 13/11 :
- sont ramenés : 40 corps plus 6 morts de leurs blessures ;
- non rentrés et dont les corps n'ont pas été ramenés :
  - Algériens, Marocains : 232,
  - Européens : 219 dont 32 officiers,
  - Sénégalais : 115.

Le 19/11, après 6 jours pour reconquérir le terrain :
- sont retrouvés : 218 corps ;
- sont enterrés sur le terrain :
  - 101 Européens,
  - 60 Algériens et Marocains,
  - 40 Sénégalais ;
- sont identifiés et enterrés à Khénifra :
  - 17 cadavres dont le capitaine Oyaux du 5e bataillon de tirailleurs sénégalais.

Le 20/11 :
- sont retrouvés: 353 corps ;
- Ont participé à la reconnaissance :
  - 7 officiers,
  - 20 sous-officiers dont 7 Européens et 13 indigènes,
  - Troupe : 8 Européens et 201 Sénégalais ;
- Morts :
  - 5 officiers dont le capitaine Oyaux de la 2e compagnie,
  - 10 Européens,
  - 120 Sénégalais.

- Noms des officiers tués :
- Lieutenant-colonel Laverdure René Philippe ;
- Commandants : Durmelat du 5e Bataillon de Tirailleurs Sénégalais, Colonna de Lecca Fage [17];
- Capitaines : Sido, Oyaux, Pommier, Begrand, Bertrand, Vituret, Alcard, Roy, L Camus ;
- Lieutenants : Brasillach (père de l'écrivain et journaliste Robert Brasillach)[18], Aimon, Montaigue, Labas, Defly-Dieude, Campi, Chaffaud, Le Callonec, Lounes-Amar, Chevrier, Gohin, Ancelle, Hanus ;
- Docteurs Sauvet, Chamontin, Ayraud ;
- Sous-lieutenants : Koenig, Lorfeuvre, Daoud Aissa ;
- Officier d'administration : Roux.

D'après un rapport du général Henrys, les 613 tués se répartissent comme suit :
- 33 officiers
- 200 hommes de troupe français
- 380 soldats « indigènes » (218 Algéro-Tunisiens, 37 Marocains et  125 Sénégalais)

### Après la bataille d'Elhri
L'occupation de Khénifra  était  une opération périlleuse pour les forces militaires françaises assaillantes vu les difficultés du terrain et la combativité des Zayans et Chaouis. De juin à novembre 1914, des combats violents n’épargnèrent les deux belligérants en vie humaine et matériel.

## Comptes rendus de la bataille
« Le 12 novembre, cinq mois se sont écoulés depuis notre installation à Khénifra. Moha Ou Hammou est mis en confiance par notre inaction et par les premiers pourparlers engagés ; il installe son campement à une quinzaine de kilomètres de Khénifra, aux abords du petit village d'El Herri, dans une cuvette traversée par l'oued Chbouka, affluent du Serrou ; il paraît se relâcher de son intransigeance et envoie ses malades se faire soigner au poste. [...] Le commandant Laverdure commande la poste de Khénifra. Il décide d'enlever le campement de Moha Ou Hammou, malgré les ordres qui lui interdisent formellement toute sortie, [...]. Cette décision semble avoir été inspirée au colonel Laverdure par un mokhazni zaïan, récemment passé à notre service et désireux de venger, sur Moha ou Hammou, un affront personnel que celui-ci lui avait infligé [...] A 2h30, la colonne se met en marche. Elle compte 43 officiers et 1230 hommes. A midi, un convoi de blessés, harcelé par les insoumis, et quelques centaines d'hommes à bout de souffle devaient rentrer, seuls, à Khénifra apportant la nouvelle du désastre subi. [...] Le bilan : sur un effectif de 43 officiers, 1232 hommes, la colonne avait perdu 33 officiers tués, 590 hommes troupe tués, 176 blessés dont 5 officiers. Sur les 43 officiers ayant participé au combat, 5 officiers seulement étaient revenus indemnes dont 4 cavaliers. [...] Jamais un échec aussi désastreux n'avait été infligé à nos troupes, en Afrique du Nord. »
— Augustin Guillaume,  Les Berbères marocains et la pacification de l'Atlas central (1912-1933), René Julliard, 1946, p.159, 166

## Hommages

### Citations collectives à l'ordre de l'Armée des unités
« A pris une part glorieuse au combat d’El Herri, le 13 novembre 1914, où il a perdu 14 de ses officiers 
sur 15 et 240 hommes ; a donné le plus bel exemple d’abnégation en luttant jusqu’à l’épuisement 
complet de ses munitions pour couvrir la retraite de la colonne et en se sacrifiant ensuite dans des 
combats à la baïonnette pour protéger le convoi de blessés. »
— Citation à l'ordre de l'Armée du 3e bataillon du 5e régiment de tirailleurs algériens (5e RTA), ordre général n° 7 du 14 décembre 1915, journal officiel du 14 janvier 1917
« Le 13 novembre 1914. à l'affaire d'El-Herri, sous le feu meurtrier d'adversaires très nombreux et très mordants, s'est engagé à fond jusqu'à épuisement complet de ses munitions et en subissant des pertes considérables pour aider au repli des groupes avancés de la colonne et pour protéger le convoi de blessés serré de très près par l'ennemi ; avec une de ses compagnies restée à Khénifra, a réussi en prenant position en avant du poste à assurer la rentrée des blessés et à protéger la place contre les tentatives d'assaillants très nombreux et très audacieux. »
— Citation à l'ordre de l'Armée du 1er bataillon d'infanterie coloniale du Maroc (1er BICM), ordre général n° 7 du 14 décembre 1915, journal officiel du 14 janvier 1917

## La résistance Marocaine à travers la poésie Berbère et Arabe
Bien que les manuels d’histoire ne donnent pas une place importante à la résistance face à la colonisation au début du XXe siècle, la tradition orale, et particulièrement la poésie, offre un témoignage sur cette lutte farouche des tribus Arabes et berbères contre l'invasion des Français.
Poésie arabe
Les plaines côtières, régulièrement assaillies au cours des siècles, ont forgé l’héroïsme d’hommes pieux, résolument dressés contre la domination étrangère, en particulier celle des romains, des arabes, des portugais, français et Espagnols.
En plus de l'histoire écrite, l'héritage musical de l'actuelle région de Casablanca - Settat témoigne de la bravoure des hommes qui protégeaient la Casbah d’ANFA (Casablanca).
Les strophes du « Marçawi», s'inscrivent dans le cadre de cette tradition de solidarité entre les résistants de la Chaouia. La musique Dakrami du groupe des Messnawa
De fait, la fameuse «Aïta intitulée "Rkoub El Khaïl" exalte la résistance. La chanson dit « Fi Médiouna et-taàhdou Wlidat E-Chaouia». C'est à Médiouna que les enfants de la Chaouia ont scellés leur engagement.
Pendant la période coloniale, sur instructions du Général Lyautey, le Colonel Mangin (Gouverneur militaire de la ville de Paris en 1914-1918) engagea ses troupes du côté de Benguerir (tribu Rehamna dans le cadre de la Campagne de la Chaouïa) à Sidi Bou Otman, contre les combattants d'El Hiba. Et c'est une autre chanson qui évoque cette bataille qui dit «Fin youmek ya Benguerir. Yak el ghabra ou gusas el khayl. Fin youmek ya Bou Otman agudat ennar bla doukhan.....».

Poésie berbère
Les vers poétiques sélectionnés du poète Amliaze, narrent de la résistance berbère dans le Moyen et le Haut Atlas face à l’avancée des troupes françaises, à travers, les lieux cités. L’authenticité des faits exprimés et véhiculés par cette poésie de résistance est confirmée par les rapports et écrits des militaires français. Le poète cite à la fois le nom des villes, villages et bourgades soumises et le nom des officiers coloniaux qui ont participé aux différentes batailles.
Après la prise des villes côtières atlantiques, le colonisateur avance comme en témoigne ce vers qui nous renseigne sur la prise des grandes villes du Maroc central :
A nall i Fas, ad as alleɣ i Mknas, a Aguray
A Sfru, a Tabadout ha nn irumin zlan aɣ
Pleurons Fès, Meknès, Agouray
Sefrou, Tabadout, les chrétiens nous ont ruinés.
La plaine du Saïss est ainsi « soumise » et la machine de guerre française s’attaque à la montagne. Comme en témoignent ces vers :
Berci yserreh awal, iggufey is isdaâ Kknifra
is al itteddu g ayt ttaât
La prise de Khénifra en juin 1914 se confirme, 
Tant les résistants ne sont pas de vrais guerriers.
La même désolation est traduite dans ce vers qui réfère à la soumission d'Elhri(le 20 juin 1920), petite bourgade située à une dizaine de kilomètres de Khénifra.
Uran t tzemmurin ass a gan t amm unna
Yemmuten, a Lehri tsiwel digun tawuct
Tu es, à présent, sans force et comme mort
Ô Lehri, la chouette fait entendre son cri lugubre.
La progression des troupes coloniales se fait par étapes. Après Elhri et Khénifra, le colonisateur escalade la montagne. Parti de Khénifra, il prend Alemsid Haut Atlas, puis Aghbala et ses environs. Et après la bataille de Tazizawt, il réussit à accéder au col devant lui offrir un passage vers le sud Est. Il s’agit du col de Bab n Wayyad, frontière naturelle séparant la confédération des Ait Sokhmane d’Aghbal et la confédération des Ait Yafelman: Ait Hdiddou.
Immut Buɛzza, may ttabaɛm a yimnayen
S ixf ULEMSID ibbi wuzzal tassa nnes
Bouâzza est mort, cavaliers, inutile de
Charger vers Almsid, le fer a percé ses entrailles.
Ar ittru Weɣbala allig isru Ikwsal
ar ittru Buwatas, a Tizi n Turirt
Aghbal pleur et fait pleurer Ikousal
Et Bouwatta, ô Tizi n Tewrirt
A Tounfiyt ttughen Saligan wessaght afella
nnem ad d iɛdel I sselk ad d iddu ghurrem
O Tounfiyt, les sénagalais s’activent, 
Pour te relier au Chrétien par téléphone
Inna m BAB n WAYYAD a tizi n taqqat
Han arumy ibedda d a nebdu g imyamazn
Bab n Wayyad te dit, ô col
Le colon est là et les combats s’annoncent.
Les attaques françaises se déroulent aussi sur la frontière maroco-algérienne. C’est ce que ce vers nous révèle sur la prise du village de Boubnib au Sud Est.
Ha BUDNIB ijjmeâd ddunit
lla ttemmenzaghn inselmen d irumin
afella nnun Boudnib,
centre d’intérêt du monde Théâtre
d’affrontement entre chrétiens et musulmans.
Ainsi, la poésie reste une source d’informations inestimables sur la résistance à la colonisation durant les premières décennies du XXe siècle.
La mémoire collective garde toujours vivace cette poésie. Une poésie qui assume plusieurs fonctions : témoigner pour les générations futures et exprimer la déroute d’une population qui a subi le feu de l’artillerie et de l’aviation françaises. Texte : (Moha Moukhlis).